# والاس إل. دو
والاس إل. دو (بالإنجليزية: Wallace L. Dow)‏ هو مهندس معماري أمريكي، (و. 1844 – 1911 م).